# No Secrets (Carly Simon)
No Secrets è un album della cantautrice statunitense Carly Simon, pubblicato nel novembre del 1972 su etichetta Elektra Records.

Si tratta del terzo album della cantante, che fece seguito all'album eponimo e all'album Anticipation, entrambi pubblicati l'anno precedente.
L'album, che prende evidentemente il nome dal brano We Have No Secrets, contiene in tutto dieci canzoni, in gran parte scritte dalla stessa Carly Simon. Tra queste, figura anche la hit You're So Vain.
L'album raggiunge la prima posizione nella Billboard 200 per cinque settimane, in Canada per sette settimane ed in Australia per sei settimane, la terza in Giappone e Regno Unito, la quarta in Francia ed Italia e la sesta in Norvegia.
Il disco è stato ripubblicato in CD nel 1993, nel 2008 e nel 2011.

## Tracce
Brani composti da Carly Simon, eccetto dove indicato
Lato A
1. The Right Thing to Do – 2:57
2. The Carter Family – 3:29 (Carly Simon, Jacob Brackman)
3. You're so Vain – 4:17
4. His Friends Are More Than Fond of Robin – 3:00
5. We Have No Secrets – 3:57

Lato B
1. Embrace Me, You Child – 4:06
2. Waited so Long – 4:14
3. It Was so Easy – 3:06 (Carly Simon, Jacob Brackman)
4. Night Owl – 3:47 (James Taylor)
5. When You Close Your Eyes – 3:05 (Carly Simon, Billy Mernit)

## Formazione
- Carly Simon - voce, cori, chitarra acustica, pianoforte, ARP, sintetizzatore
- Jimmy Ryan - basso, chitarra elettrica
- Andy Newmark - batteria
- Klaus Voormann - basso
- Jim Keltner - batteria
- Ray Cooper - congas
- Jim Gordon - batteria
- Richard Perry - percussioni
- Kirby Johnson - pianoforte, cori, Fender Rhodes, sintetizzatore
- David Hentschel - sintetizzatore, ARP
- Peter Robinson - pianoforte
- Paul Keough - chitarra acustica
- Lowell George - slide guitar
- Nicky Hopkins - pianoforte
- Bill Payne - organo Hammond
- Bobby Keys - sassofono tenore
- Liza Strike, Vicki Brown, James Taylor, Paul McCartney, Linda McCartney, Doris Troy, Bonnie Bramlett - cori